# 허훈 (후한)
허훈(許訓, ? ~ ?)은 후한 후기의 관료로, 자는 계사(季師)이며 여남군 평여현(平輿縣) 사람이다.

## 행적
건녕 2년(169년), 태상에서 사도로 승진하였으나 2년 후 면직되었다.
희평 3년(174년), 영락소부에서 사공으로 승진하였다.
희평 5년(176년) 5월에 태위로 전임되었고, 같은 해 7월에 파면되었다.
아들 허상 또한 사공을 지냈다.

## 출전
- 범엽, 《후한서》 권8 효영제기 이현주

| 전임 호광 | 후한의 태상 ? ~ 169년 음력 6월 | 후임 내염 |

| 전임 유총 | 후한의 사도 169년 음력 6월 ~ 171년 음력 4월 | 후임 교현 |

| 전임 당진 | 후한의 사공 174년 음력 12월 ~ 176년 음력 5월 | 후임 유일 |

| 전임 진탐 | 후한의 태위 176년 음력 5월 ~ 176년 음력 7월 | 후임 유관 |